# Джеральд Форд
Дже́ралд Рудо́льф Форд, мол. (англ. Gerald Rudolph Ford, Jr.; 14 липня 1913 — 26 грудня 2006)  ім'я при народженні Леслі Лінч Кінґ мол. (англ. Leslie Lynch King Jr) — американський політик, 38-й президент США (1974-1977). Єдиний президент США, що обійняв посаду без проведення голосувань. Колишній лідер Республіканської Партії в Палаті представників США, 40-й віцепрезидент США (1973-1974). Зайняв місце президента після відставки Річарда Ніксона з посади, але програв у голосуванні в 1976 р.

## Біографія
Наступника Ніксона, 59-річного Джералда Рудольфа Форда, вважали незаплямованим, хоча і не дуже інтелектуальною особою, з великим політичним досвідом. Форд виріс в місті Гренд-Репідс, Мічиган, у суворому релігійному середовищі і як стипендіат вивчав юриспруденцію в Єльському університеті. Після Другої світової війни, яку він офіцером провів на авіаносці в Тихому океані, за службу отримавши високі нагороди, Форд пішов у політику. У 1948 році був обраний в Палату представників від 5-го округу в Мічигані, де до 1965 року піднявся до лідера фракції республіканців.
Форд увійшов до Білого дому, перебуваючи в подвійно невигідному становищі. З одного боку, він протистояв однаково підозрілому і самовпевненому Конгресу, що хотів обмежити повноту влади президента і зміцнити контролюючі функції законодавчої влади. З іншого був першим президентом Сполучених Штатів, що не мав у своєму розпорядженні плебісцитної легітимності, оскільки не був вибраний за списком кандидатів Республіканської партії, а за пропозицією Ніксона затверджений у жовтні 1973 року на посаді (замість Спіро Агню, що пішов через афери та хабарництво з посади віцепрезидента). Більше, ніж інші віцепрезиденти, що несподівано висувалися на вищу посаду, Форда вважали перехідним президентом, принаймні до пори, поки в результаті виборів не одержав власний мандат.
12 листопада 2006 року Дж. Форд був найстаршим живим президентом США.
Помер 26 грудня 2006 року в Каліфорнії у віці 93 років. 2018-го, доживши до 94 років, найстаршим живим президентом став Джордж Буш-старший (пом. 30 листопада 2018). А 2019 року найстаршим став Джиммі Картер — 1 жовтня 2019 року йому виповнилось 95.

## Вшанування пам'яті
- USS Gerald R. Ford (CVN-78) — головний корабель однойменного типу, спущений на воду 9 листопада 2013.
- Міжнародний аеропорт імені Джеральда Форда у місті Гранд-Рапідс штату Мічиган.